# Thriambus straminea
Thriambus straminea är en insektsart som först beskrevs av Frederick Arthur Godfrey Muir 1929.  Thriambus straminea ingår i släktet Thriambus och familjen sporrstritar. Inga underarter finns listade i Catalogue of Life.